# ROLLING SATURDAY
ROLLING SATURDAY（ローリング・サタデー）はCROSS FMで放送されたラジオ番組。放送期間は2000年4月1日-2001年3月31日、放送時間は毎週土曜日7:00〜10:00、北九州第1スタジオから生放送された。ナビゲーターは佐藤忠典が務めた。

## 概要
- 2000年春の番組改編によりスタートした音楽中心の番組。
- この番組の最大の話題は、それまで平日昼間の顔であった立山律子がディレクターを務めることであった。この番組では本来制作側の人間である佐藤忠典がナビゲーターを務め、しゃべり手であるはずの立山律子がディレクター席につくという、ある意味実験的な番組でもあった。この番組と同時期日曜日に放送された「MODERATO SUNDAY」で培ったディレクター経験が、現在の彼女のワンマンDJスタイルで担当する番組の基礎となっている。
- この番組では主にアップテンポな曲が放送された。

## ナビゲーター
- 佐藤忠典

CROSS FMではこの番組でナビゲーターデビュー。「さとちゃん」の愛称でリスナーから親しまれた。

## 主なコーナー
- PURE WIND (9:25-9:30)

日本財団提供のネットワーク番組。福祉、環境面などの情報を紹介した。